# Poul-Henrik Jensen (forstander)
Poul-Henrik Jensen, født 27. juni 1959 og opvokset i Ribe. Har været forstander for Engelsholm Højskole ved Vejle.
I maj 2012 konstitueret forstander og stifter af Jyderup Højskole som blev etableret på slottet Sølyst ved Jyderup
Poul-Henrik Jensen er oprindelig uddannet klejnsmed og blev senere journalist og stud.mag. Siden midten af 1970'erne har Poul-Henrik Jensen været en aktiv skikkelse på venstrefløjen. Han begyndte med hvervet som hovedbestyrelsesmedlem i Lands-Organisationen af Elever 1975-1976 og var næstformand i samme organisation 28.03.1976-13.12.1976 og han kom tillige med i Danmarks Kommunistiske Ungdom, hvor han var medlem af organisationens ledelse fra 1979 til 1984. Han var desuden formand for Lærlingenes og Ungarbejdernes Landsorganisation (LLO) 1980 til 1984, talsmand for strejkegrupper under påskestrejkerne i 1985 samt faglig sekretær i Dansk Metalarbejderforbunds Lyngby-afdeling fra 1987 til 1994.
Han meldte sig i 1990 ud af DKP og gik ind i Enhedslisten. Han var sekretær i Folketinget for partiet fra dets parlamentariske start og blev i 2000 leder af DJBFA – De danske sangskrivere og komponister. Han har udgivet nogle bøger med særlig fokus på besættelsestiden og den kolde krig.
Medlem af DRs bestyrelse udpeget af Enhedslisten fra 2021.

## Eksterne kilder og henvisninger
1. ↑  "jyderuphøjskole.dk". Arkiveret fra originalen 3. december 2013. Hentet 9. juni 2013.
2. ↑  DR’s bestyrelse for perioden 2019-2022 dr.dk,  hentet 11. juni 2022

- Fra budstrejke og Enhedslisten til musikernes frontkæmper Arkiveret 3. december 2013 hos  Wayback Machine jv.dk 10. juli 2009